# Lionello Cosentino
Lionello Cosentino (Napoli, 5 agosto 1951) è un politico italiano.

## Carriera politica
Viene eletto consigliere regionale del Lazio nel 1990 con il Partito Comunista Italiano. Dopo la svolta della Bolognina aderisce al PDS, con cui è stato assessore alla Sanità nella Giunta regionale del Lazio dal 1995 al 2000. Dal 2001 al 2006 è stato consigliere comunale a Roma con i DS. 
Nel 2007 è stato nominato responsabile dei Democratici di Sinistra per la Sanità nel Lazio.
È stato eletto come deputato nelle elezioni politiche del 2006 con L'Ulivo nella circoscrizione Lazio 1, e come senatore nelle elezioni politiche del 2008 con il Partito Democratico nella circoscrizione Lazio. Dal 22 maggio 2008 è membro della 12ª Commissione permanente per Igiene e sanità, e dall'8 ottobre 2008 fa parte dell Commissione parlamentare di inchiesta sull'efficacia e l'efficienza del Servizio sanitario nazionale.
Nel novembre 2013 si è presentato candidato come Segretario della Federazione Romana del Partito Democratico e, con più del 45 per cento, ha raccolto la maggioranza relativa dei voti, accedendo pertanto al ballottaggio. È stato eletto segretario il 13 novembre, per acclamazione, in seguito al ritiro dello sfidante, Tommaso Giuntella, a sua volta eletto presidente. Mantiene la carica fino al dicembre 2014, quando si dimette.
Nel gennaio 2017 lascia il Partito Democratico.